# 11314 Charcot
11314 Charcot este o planetă minoră (asteroid), cu un diametru de 9,633 km, din centura de asteroizi. A fost descoperită pe 8 iulie 1994 la observatoire de la Côte d'Azur⁠(d) de Eric Walter Elst și a fost numită după Jean-Martin Charcot. 
Obiectul prezintă o orbită caracterizată de o semiaxă mare de 2,9981007 UAi, o excentricitate de 0,19, o înclinație de 11,4407 ° în raport cu ecliptica.